# Elophila difflualis
Elophila difflualis is een vlinder uit de onderfamilie Acentropinae van de familie der grasmotten (Crambidae). De wetenschappelijke naam van de soort werd in 1880 gepubliceerd door Pieter Snellen.

## Verspreiding
De soort komt voor in Réunion, Afghanistan, Pakistan, India, Nepal, Bangladesh, China, Thailand, Vietnam, Indonesië (Sumatra, Sulawesi en Zuidoost-Borneo), Japan, Australië (Queensland).

## Waardplanten
- Spirodela polyrhiza
- Lemna paucicostata
- Azolla imbricate
- Salvinia natans
- Marsile aquadrifolia
- Eichhornia crassipes
- Monochoria vaginalis
- Hydrocharis asiatica
- Pistia stratiotes

## Biologie
In China is vastgesteld dat deze soort meerdere generaties per jaar heeft. Exemplaren verzameld in de provincie Zhejiang hadden zeven generaties. Een levenscyclus varieert van 23 tot 42 dagen, afhankelijk van de temperatuur. De larven beginnen in november of december te overwinteren op de waardplanten. De vlinders van de eerste generatie verschijnen in maart van het volgende jaar en zijn talrijk in april. Na het paren leggen de imago's eitjes aan de onderkant van de bladeren van de waardplant. De vrouwtjes beginnen daarmee in de paarnacht en houden dit gemiddeld drie dagen vol. Ze leggen gemiddeld meer dan 400 eitjes, variërend van 1 tot 8 eitjes per blad (meestal 1 à 2 eitjes). Na het uitkomen gebruiken de larven hun zijde om een tiental blaadjes aan elkaar te binden in een omhulsel. Dit omhulsel drijft op het wateroppervlak. De voornamelijk nacht-actieve rupsen voeden zich in dit omhulsel van bladeren en verlaten deze zelden. De rupsen van het laatste stadium gebruiken dit omhulsel om in te verpoppen. De vlinders zijn actief vanaf zonsondergang tot laat in de nacht en worden sterk door licht aangetrokken.